# Powiat de Strzelce (Opole)
Le powiat de Strzelce (en polonais powiat strzelecki) est un powiat appartenant à la voïvodie d'Opole dans le sud-ouest de la Pologne.

## Division administrative
Le powiat comprend 7 communes :
- 5 communes urbaines-rurales : Kolonowskie, Leśnica, Strzelce Opolskie, Ujazd et Zawadzkie ;
- 2 communes rurales : Izbicko et Jemielnica.